# La Cluse-et-Mijoux
La Cluse-et-Mijoux är en kommun i departementet Doubs i regionen Bourgogne-Franche-Comté i östra Frankrike. Kommunen ligger i kantonen Pontarlier som tillhör arrondissementet Pontarlier. År 2022 hade La Cluse-et-Mijoux 1 317 invånare.

## Befolkningsutveckling
Antalet invånare i kommunen La Cluse-et-Mijoux
Referens:INSEE

## Galleri

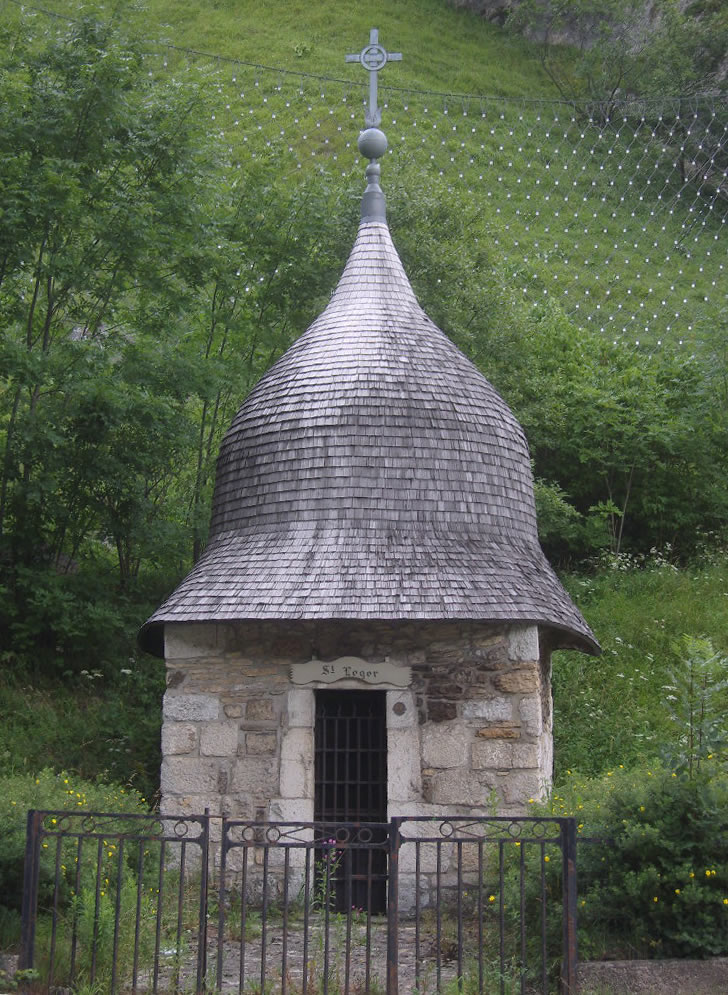
Kapellet Saint-Léger